# Ungemalte Bilder
Ungemalte Bilder nannte Emil Nolde seine kleinformatigen Aquarelle, die in der Zeit zwischen 1938 und 1945 entstanden.

## Hintergrund
Emil Nolde war Mitglied der NSDAP-Nordschleswig und befürwortete die Ziele der nationalsozialistischen Politik. Seine Werke erregten aber dennoch mehr und mehr das Missfallen der damaligen Kulturpolitiker. Auch seine Bilder wurden 1937 in der Diffamierungsausstellung Ausstellung „Entartete Kunst“ gezeigt. Emil Nolde wurde 1941 aus der Reichskulturkammer ausgeschlossen und mit Berufsverbot belegt. Dies  stellte er später sachlich unrichtig zusätzlich als Malverbot dar. „Als dieses Mal- und Verkaufsverbot ankam, stand ich mitten im schönsten, produktivsten Malen. Die Pinsel glitten mir aus den Händen. […] Mit einem Schwert über dem Kopf hängend, waren mir Bewegung und Freiheit genommen“.
Bereits 1938 hatte Nolde angefangen kleine Formate in Aquarellfarbe zu malen. Diese Bilder waren in mehrfacher Beziehung „ungemalt“. Zum einen, weil er sie aufgrund seines Berufsverbotes ab 1941 nicht mehr öffentlich zeigen durfte, und andererseits, weil Nolde vorhatte, diese Blätter später in großformatige Ölbilder umzusetzen, sie also seinem Vorhaben gemäß bis dahin noch gar nicht gemalt waren. Anders als von ihm selber dargestellt, gibt es keine Hinweise auf geplante Hausdurchsuchungen, um das angebliche Malverbot durchzusetzen.
Viele dieser Bilder wurden Freunden zur Aufbewahrung gegeben. Mit Malmaterialien dafür versorgte ihn in dieser Zeit neben anderen sein NSDAP-Parteifreund und Maler Otto Andreas Schreiber.
Als Vorläufer dieser Ungemalten Bilder können die Hooge-Aquarelle gelten, die einige Jahre vorher auf der nordfriesischen Hallig Hooge entstanden sind. Sie malte Nolde in einer ähnlichen Situation, nämlich in großer Einsamkeit. Eine weitere Parallele ist, dass Nolde diese Hooge-Entwürfe später großflächig in Öl ausführte.

## Die Bilder
Noldes Ungemalte Bilder wurden zwar mit Wasserfarbe gemalt, sind aber keine Aquarelle im eigentlichen Sinn. Sie sind in Mischtechnik entstanden. Als Grund nahm er die Aquarellfarbe, die er auf leichtsaugendes Japanpapier auftrug, das er in großen Mengen zur Verfügung hatte. Darauf setzte er eine weitere Schicht mit Gouache und Tuscheumrissen.
Der enge, persönliche Umkreis, in dem diese Bilder entstanden, prägte seinen Arbeitsstil und die Wahl seiner Mittel. Mit freiem Strich, den Pinsel mit Farbe getränkt, trug er sie in verschiedenen Schichten auf das Papier und erreichte auf diese Weise höchste Farbintensität. Oft übermalte er einzelne Stellen mehrmals, manchmal auch die Rückseite des Blattes, so dass seine Farben tiefgründig zu strahlen begannen und eine Präsenz von hoher Dichte erreichten. Daneben sparte er Stellen aus, um die Struktur des Papiers hervortreten zu lassen, setzte Akzente mit zum Teil trockenen Pigmenten oder zerschnitt ältere Papierarbeiten, um sie neu koloriert in ganz anderen Formen entstehen zu lassen. Lineare, zeichnerische Elemente mit Tuschepinsel und Feder bilden Linien und Konturen. Mit Deckweiß und Temperafarbe setzte er Akzente, hob Details hervor, gab damit einzelnen Bildteilen eine besondere Prägnanz.
Mit den Ungemalten Bildern, die sich aus etwa 1300 Arbeiten zusammensetzen, hat der damals über siebzigjährige Künstler ein reichhaltiges Alterswerk geschaffen, das sich auch heute noch durch eine außerordentliche Frische und Aktualität auszeichnet. „Die Einflüsse von Noldes Werk, besonders die der Ungemalten Bilder auf die Kunst nach 1945 reichen mit der gleichen Kraft weiter bis in die künstlerischen Bestrebungen der jüngsten Gegenwart.“